# Craig Kimbrel
Craig Michael Kimbrel (né le 28 mai 1988 à Huntsville, Alabama, États-Unis) est un lanceur de relève droitier des Dodgers de Los Angeles de la Ligue majeure de baseball. 
Kimbrel est de 2010 à 2014 le stoppeur des Braves d'Atlanta. Invité quatre années de suite au match des étoiles (2011, 2012, 2013, 2014), Craig Kimbrel mène la Ligue nationale pour les sauvetages de 2011 à 2014 et est premier dans les majeures avec 50 en 2013. Il est élu recrue de l'année de la saison 2011 dans la Nationale, reçoit le prix du meilleur releveur en 2013 et le prix Trevor Hoffman en 2014. En 2012, il devient le seul lanceur de l'histoire du baseball à retirer sur des prises plus de la moitié des frappeurs adverses affrontés en une saison. Il détient le record de sauvetages en carrière par un lanceur des Braves.
Échangé aux Padres de San Diego en 2015, Kimbrel rejoint les Red Sox de Boston en 2016. Il représente cette équipe au match des étoiles en 2016 et 2017. Il reçoit en 2017 le prix Mariano Rivera du meilleur lanceur de relève de la Ligue américaine.

## Carrière

### Braves d'Atlanta
Athlète évoluant au Wallace State Community College à Hanceville, en Alabama, Craig Kimbrel est repêché en juin 2007 par les Braves d'Atlanta au 33e tour de sélection. Il ne s'entend pas avec l'équipe et poursuit sa carrière universitaire. L'année suivante, les Braves le repêchent à nouveau, cette fois au troisième tour. Il signe son premier contrat professionnel le 6 juin 2008 et perçoit à cette occasion un bonus de 391 000 dollars.
En 2008, il joue pour trois équipes des ligues mineures affiliées aux Braves et maintient une impressionnante moyenne de points mérités de 0,51, n'accordant que deux points mérités en 35 manches et un tiers étalées sur 24 sorties en relève. L'année suivante, il brûle les étapes, passant du A au Triple-A en cours de saison, et affiche finalement une excellente moyenne de 2,45 en 49 présences au monticule. 

#### Saison 2010
En 2010, Kimbrel affiche une moyenne de points mérités d'à peine 1,26 après 14 parties lorsque les Braves d'Atlanta l'appellent dans les grandes ligues pour la toute première fois. Alors que le lanceur partant Jair Jurrjens est blessé, l'équipe déplace Kris Medlen de l'enclos de relève à la rotation de partants, et font graduer Kimbrel dans les majeures. Ce dernier apparaît dans son premier match le 7 mai contre les Phillies de Philadelphie et est crédité de sa première victoire le 20 mai dans un gain des Braves sur les Reds de Cincinnati. Il impressionne durant son bref passage chez les Braves en 2010 : en 7 matchs il enregistre 40 retraits sur des prises en seulement 20 manches et deux tiers lancées, avec quatre victoires, aucune défaite, et une moyenne de points mérités de 0,44. Rappelé une seconde fois des mineures à la fin août, il termine l'année avec l'équipe et réussit son premier sauvetage en carrière le 19 septembre dans un gain sur les Mets de New York.

#### Saison 2011

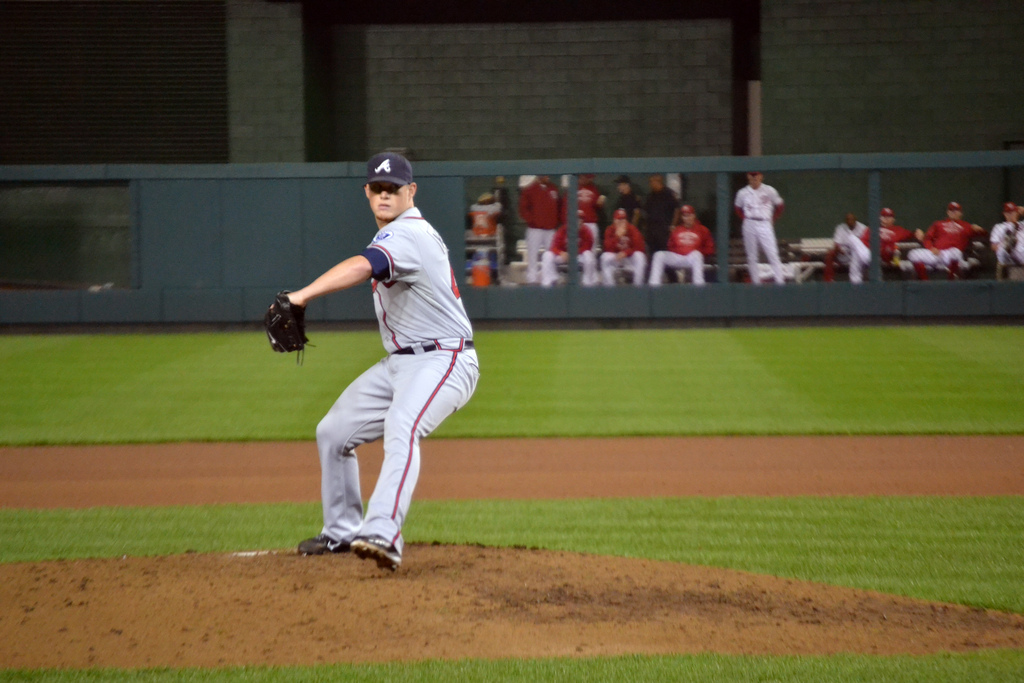
Craig Kimbrel au monticule à sa saison recrue en 2011.

Il amorce la saison 2011 avec les Braves. Avec huit sauvetages et une moyenne de points mérités de 1,93 en 14 apparitions au monticule en juin 2011, Kimbrel est nommé meilleure recrue du mois dans la Ligue nationale.
Le 12 juillet à Saint-Louis, Kimbrel participe au match des étoiles, où il est invité à remplacer l'un des lanceurs de la Ligue nationale, Matt Cain des Giants de San Francisco. Kimbrel lance un tiers de manche dans la partie, affrontant deux frappeurs de l'équipe d'étoiles de la Ligue américaine et conservant l'avance de son équipe. Succédant au monticule à son coéquipier des Braves Jair Jurrjens en septième manche, il accorde un but-sur-balles à Paul Konerko mais force Howie Kendrick à frapper un roulant qui se termine en retrait.
Le 31 août 2011, il réussit face à Washington son 41e sauvetage de l'année, battant le record de 40 par un lanceur recrue établi en 2010 par Neftali Feliz des Rangers du Texas. Il est nommé meilleur releveur du mois d'août 2011 dans le baseball majeur.
Kimbrel est élu recrue par excellence du mois d'août dans la Ligue nationale avec 10 sauvetages en autant de chances.
Il termine la saison avec le plus grand nombre de sauvetages (46) dans la Ligue nationale, à égalité avec John Axford de Milwaukee, et un nouveau record des majeures par un releveur recrue. Avec 64 sorties, il est le lanceur de la Nationale qui apparaît dans le plus grand nombre de matchs. Sa moyenne n'est que de 2,10 points mérités accordés par partie et il réussit 127 retraits sur des prises en 77 manches lancées. Il est élu recrue de l'année de la saison 2011 dans la Ligue nationale. Il termine 9e au vote désignant le gagnant du trophée Cy Young du meilleur lanceur de la Ligue nationale et 23e au scrutin désignant le joueur de l'année dans la ligue.

#### Saison 2012
En 2012, Craig Kimbrel réalise un exploit que personne n'avait réussi avant lui dans l'histoire du baseball : il retire sur des prises plus de la moitié des frappeurs qu'il affronte durant la saison. Il s'assure de ce record avec 3 retraits sur des prises contre 3 frappeurs des Pirates de Pittsburgh dans le dernier match de la saison régulière. Il termine l'année avec 116 retraits sur des prises (11 de moins qu'en 2011) sur 231 frappeurs affrontés. 
Avec 42 victoires protégées en 2012, Kimbrel partage avec Jason Motte des Cardinals de Saint-Louis le championnat des sauvetages de la Ligue nationale et prend le 3e rang du baseball majeur derrière les 51 de Jim Johnson et les 48 de Fernando Rodney dans la Ligue américaine.
Il affiche pour les Braves une minuscule moyenne de points mérités de 1,01 en 62 manches et deux tiers lancées, avec trois victoires et une défaite en 63 sorties. Il est invité au match d'étoiles de mi-saison pour la seconde fois et est nommé meilleur releveur du mois de septembre 2012 dans les majeures. Il termine 5e au vote désignant le gagnant du trophée Cy Young du meilleur lanceur de la Ligue nationale et 8e au scrutin désignant le joueur de l'année dans la ligue.

#### Saison 2013

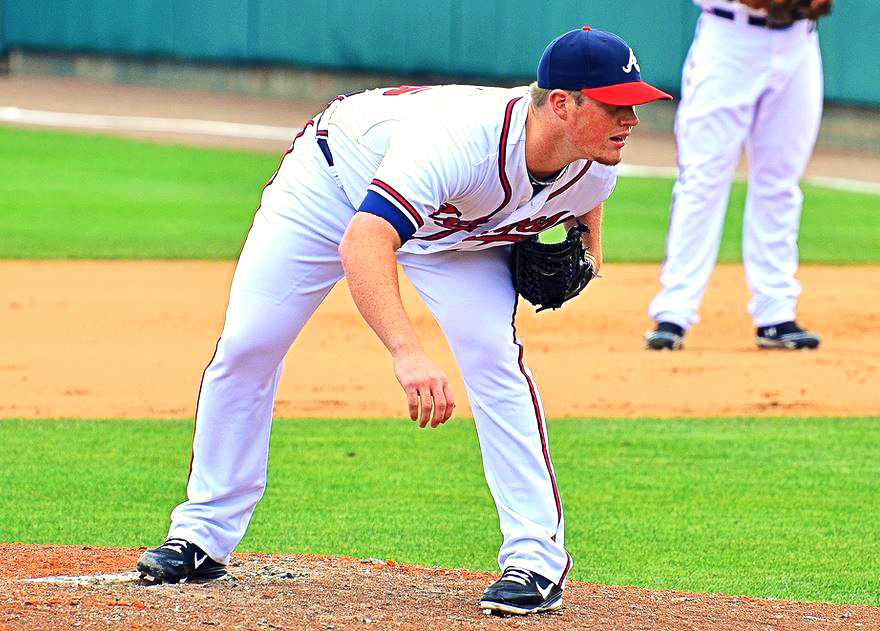
Craig Kimbrel en 2013.

Au printemps 2013, Kimbrel s'aligne avec l'équipe des États-Unis à la Classique mondiale de baseball 2013 mais est le lanceur perdant dans une défaite contre les éventuels gagnants du tournoi, la République dominicaine.
En 2013, Kimbrel mène la Ligue nationale pour les sauvetages pour une 3e année consécutive et est premier de toutes les majeures pour la première fois avec 50 victoires protégées. Le 14 août contre les Phillies de Philadelphie, il enregistre son 28e sauvetage consécutif sans gaspiller une avance pour battre le record de franchise de 27 sauvetages consécutifs réussis par John Smoltz. Du 9 mai au 14 septembre, il réalise 37 sauvetages consécutifs, une séquence record pour un lanceur des Braves qui prend fin le 17 septembre,. Il est le second releveur à compter 50 sauvetages en une année pour les Braves, après les 55 de Smoltz en 2002.
Kimbrel flirte avec une moyenne plus basse qu'un point mérité alloué par partie durant la saison et termine avec une moyenne de 1,21 en 67 manches au monticule. Il enregistre 98 retraits sur des prises, ce qui fait passer son incroyable ratio de 16,7 retraits sur des prises par 9 manches lancées en 2012 à 13,2 en 2013. En 68 matchs, il remporte 4 victoires contre 3 défaites.
Invité au match d'étoiles pour la 3e fois en 3 ans, Kimbrel est nommé meilleur releveur du mois d'août 2013 dans les majeures et reçoit pour la première fois le prix du meilleur releveur du baseball décerné par la MLB. Il termine 4e au vote désignant le gagnant du trophée Cy Young du meilleur lanceur de la Ligue nationale et 11e au scrutin désignant le joueur de l'année dans la ligue.
Il réussit son premier sauvetage en séries éliminatoires le 4 octobre lors du second affrontement de la Série de divisions entre les Braves et les Dodgers de Los Angeles.

#### Saison 2014
En février 2014, Kimbrel signe une prolongation de contrat de 42 millions de dollars pour 4 ans avec les Braves.
En protégeant la victoire des Braves sur les Diamondbacks de l'Arizona le 6 juin 2014, Kimbrel réalise son 155e sauvetage en carrière, un nouveau record de franchise qui surpasse la marque établie par John Smoltz de 2001 à 2004. À la mi-saison, il est invité au match des étoiles pour la 4e fois en autant d'années. 
Il est premier de la Ligue nationale pour les sauvetages pour la 4e année de suite, avec 47 victoires protégées, mais second dans les majeures derrière les 48 de Fernando Rodney des Mariners de Seattle. Kimbrel accorde pour la 3e saison consécutive moins de deux points mérités par partie, sa moyenne se chiffrant cette fois à 1,61 en 61 manches et deux tiers lancées. Au cours de 63 matchs joués, il retire 13,9 frappeurs adverses sur des prises par 9 manches lancées, en légère hausse (0,6) sur l'année précédente, et termine avec 95 retraits au bâton.

### Padres de San Diego

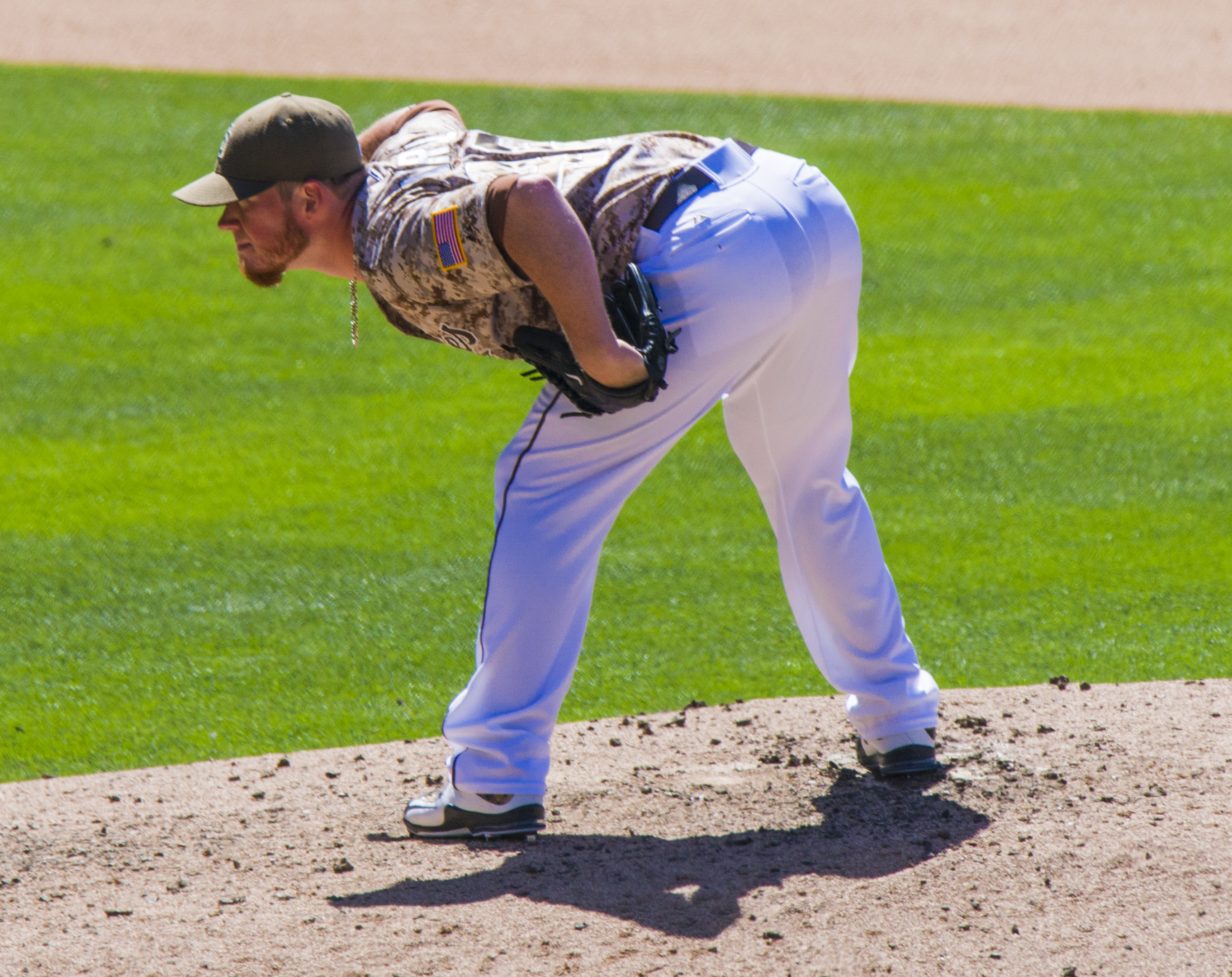
Kimbrel en 2015 avec les Padres de San Diego.

Dans un échange qui survient la veille du match match d'ouverture des Braves, Atlanta transfère le 5 avril 2015 Craig Kimbrel et le voltigeur Melvin Upton aux Padres de San Diego en retour du prometteur lanceur droitier Matt Wisler, des voltigeurs Cameron Maybin, Carlos Quentin et Jordan Paroubeck ainsi que de la 41e sélection au total du repêchage amateur de 2015.
La moyenne de points mérités de Kimbrel en 2015 est sa plus élevée en une saison depuis son entrée dans les majeures : 2,58 en 59 manches et un tiers lancées en 61 matchs des Padres. C'est la première fois en 4 ans que sa moyenne s'élève au-dessus des 2 points mérités accordés par partie. Il enregistre 87 retraits sur des prises et réalise 39 sauvetages, ses plus faibles totaux en une année, pour un club qui e remporte que 74 victoires contre 88 défaites. Ses 13,2 retraits sur des prises en 9 manches lancées représentent un ratio identique à celui qu'il avait en 2013.
Le 26 mai 2015, Kimbrel devient le lanceur qui atteint le plus rapidement les 500 retraits sur des prises en carrière. Il réussit son 500e à sa 305e manche lancée, battant aisément la marque précédente de Billy Wagner et ses 500 premiers retraits au bâton en 341 manches. Le nouveau record de Kimbrel ne tient cependant pas bien longtemps, puisqu'il est pulvérisé par Aroldis Chapman, qui atteint le 19 juillet suivant les 500 retraits sur des prises en 292 manches.
Le 8 juin 2015 à Atlanta contre son ancienne équipe, Kimbrel réussit pour San Diego son 200e sauvetage en carrière. Réussi à son 318e match au total dans les majeures, il est le releveur ayant atteint ce total le plus rapidement, le premier à l'avoir fait en 6 saisons ou moins, et à 27 ans le second plus jeune après Francisco Rodríguez.

### Red Sox de Boston
Le 13 novembre 2015, les Padres échangent Craig Kimbrel aux Red Sox de Boston contre quatre joueurs des ligues mineures : le voltigeur Manuel Margot, le troisième but Carlos Asuaje, l'arrêt-court Javier Guerra et le lanceur gaucher Logan Allen.
Kimbrel est nommé meilleur releveur du mois de mai 2017 dans la Ligue américaine.
Kimbrel protège 35 victoires des Red Sox en 2017, représente le club au match des étoiles pour la seconde fois et complète une autre saison exceptionnelle avec une moyenne de points mérités de 1,43. Il enregistre 126 retraits sur des prises, un de moins que son record personnel établi avec Atlanta en 2011.
Il reçoit en 2017 le prix Mariano Rivera du meilleur lanceur de relève de la Ligue américaine.

## Statistiques
| Saison | Équipe  | G  | GS | CG | SHO | V | D | SV | IP   | SO | ERA  |
| ------ | ------- | -- | -- | -- | --- | - | - | -- | ---- | -- | ---- |
| 2010   | Atlanta | 21 | 0  | 0  | 0   | 4 | 0 | 0  | 20.2 | 40 | 0,44 |
| Totaux | Totaux  | 21 | 0  | 0  | 0   | 4 | 0 | 0  | 20.2 | 40 | 0,44 |

| Saison | Équipe  | G | GS | CG | SHO | V | D | SV | IP  | SO | ERA  |
| ------ | ------- | - | -- | -- | --- | - | - | -- | --- | -- | ---- |
| 2010   | Atlanta | 4 | 0  | 0  | 0   | 0 | 1 | 0  | 4.1 | 7  | 2,08 |
| Totaux | Totaux  | 4 | 0  | 0  | 0   | 0 | 1 | 0  | 4.1 | 7  | 2,08 |

Note : G = Matches joués ; GS = Matches comme lanceur partant ; CG = Matches complets ; SHO = Blanchissages ; 
V = Victoires ; D = Défaites ; SV = Sauvetages ; IP = Manches lancées ; SO = Retraits sur des prises ; ERA = Moyenne de points mérités.